# Anton Ťažký mladší
Anton Ťažký (3. prosince 1921 Čierny Balog - 18. dubna 1992 Bratislava) byl slovenský a československý politik Komunistické strany Slovenska, člen Sboru pověřenců, poslanec Slovenské národní rady v 60. letech a poslanec Sněmovny národů Federálního shromáždění na počátku normalizace. Pak odstaven z politických funkcí. Po roce 1989 opět poslancem Slovenské národní rady.

## Život
Pocházel z rozvětvené a vlivné rodiny. Jeho otec Anton Ťažký starší (1898-1991) patřil mezi přední slovenské komunistické funkcionáře již v meziválečném období. Bratr Ladislav Ťažký (1924-2011) byl spisovatelem a další bratr Štefan Ťažký (1929-1983) byl komunistickým politikem a významným funkcionářem slovenského potravinářského průmyslu.
Za Slovenského národního povstání byl příslušníkem 1. československé armády na Slovensku. Do roku 1951 pracoval jako lesní a stavební dělník. V roce 1957 absolvoval studium na Ústřední stranické škole ÚV KSČ v Praze. V letech 1951-1954 byl vedoucím oddělení a v letech 1957-1959 tajemníkem Krajského výboru KSS Banská Bystrica. Pak dále stoupal ve stranické hierarchii. V letech 1959-1961 vedoucí oddělení ÚV KSS, v letech 1961-1967 předseda KNV v Košicích. V letech 1967-1968 byl pověřencem pro národní výbory a místní hospodářství. V roce 1968 zastával post vedoucího tajemníka Krajského výboru KSS v Banské Bystrici.
V letech 1962-1969 byl členem ÚV KSS, v letech 1968-1969 dokonce v předsednictvu ÚV KSS. Do roku 1970 se uvádí jako účastník zasedání Ústředního výboru Komunistické strany Slovenska.
Od roku 1962 zasedal ve Slovenské národní radě. Ve volbách roku 1964 poslanecký mandát obhájil. V lednu 1968 se stal členem státoprávní komise SNR, která měla prozkoumat možnosti změn v postavení Slovenska v rámci ČSSR. V debatě v SNR v březnu 1968 se pak profiloval jako zastánce posílení kompetencí slovenských orgánů. Odmítal přitom původní terminologii Sboru pověřenců a pověřenec, místo toho prosazoval označení ministr. V období prosinec 1968 - červen 1969 byl místopředsedou Slovenské národní rady.
21. srpna 1968 se účastnil zasedání Předsednictva ÚV KSS, které reagovalo na zprávy o počátku invaze vojsk Varšavské smlouvy do Československa. Na rozdíl od zasedání Předsednictva ÚV KSČ ale slovenští komunisté přijali mírnější odsuzující stanovisko k okupaci. Zastával i posty v celostátní komunistické straně. Vysočanský sjezd KSČ v srpnu 1968 ho zvolil za člena Ústředního výboru Komunistické strany Československa. Do ÚV KSČ pak byl formálně kooptován k 31. srpnu 1968. Na funkci rezignoval v lednu 1970. V období srpen 1968 - duben 1969 byl členem Předsednictva ÚV KSČ.
Na podzim 1968 se podílel na dojednávání finální podoby ústavního zákona o československé federaci a prosazoval rychlý proces proměny státoprávního uspořádání republiky. Po provedení federalizace Československa usedl v lednu 1969 do Sněmovny národů Federálního shromáždění. Do federálního parlamentu ho nominovala Slovenská národní rada. Ve FS setrval do dubna 1970, kdy ztratil mandát v důsledku zbavení křesla poslance SNR. V období let 1969-1970 byl předsedou Ústředního výboru Národní fronty ČSSR. Pak byl roku 1970 vyloučen z KSČ a odsunut z politického života. Od roku 1970 pracoval na Generálním ředitelství Pozemních staveb v Bratislavě.
Po sametové revoluci se opět zapojil do politiky. Již v prosinci 1989 vystoupil jménem vyloučených poslanců na zasedání Slovenské národní rady. V únoru 1990 pak byl po občanské rehabilitaci a anulování normalizačních rozhodnutí, která ho zbavila mandátu, zvolen poslancem SNR v rámci procesu kooptace. Nyní již nikoliv jako komunistický poslanec. Působil tehdy zároveň jako předseda Ústředního výboru slovenské Národní fronty. V SNR zasedal do voleb roku 1990.